# Шоні-Гіллс (округ Делавар, Огайо)
Шоні-Гіллс (англ. Shawnee Hills) — селище (англ. village) в США, в окрузі Делавер штату Огайо. Населення — 835 осіб (2020).

## Географія
Шоні-Гіллс розташоване за координатами 40°9′36″ пн. ш. 83°8′8″ зх. д. / 40.16000° пн. ш. 83.13556° зх. д. (40.160068, -83.135648).  За даними Бюро перепису населення США в 2010 році селище мало площу 1,14 км², уся площа — суходіл.

## Демографія
Згідно з переписом 2010 року, у селищі мешкала 681 особа в 268 домогосподарствах у складі 188 родин. Густота населення становила 595 осіб/км².  Було 295 помешкань (258/км²).
Расовий склад населення:
| - 92,5 % — білих - 3,2 % — азіатів - 2,5 % — чорних або афроамериканців - 0,1 % — корінних американців |

До двох чи більше рас належало 1,3 %. Частка іспаномовних становила 1,9 % від усіх жителів.
За віковим діапазоном населення розподілялося таким чином: 24,1 % — особи молодші 18 років, 66,8 % — особи у віці 18—64 років, 9,1 % — особи у віці 65 років та старші. Медіана віку мешканця становила 40,6 року. На 100 осіб жіночої статі у селищі припадало 108,9 чоловіків;  на 100 жінок у віці від 18 років та старших — 99,6 чоловіків також старших 18 років.
Середній дохід на одне домашнє господарство  становив 114 909 доларів США (медіана — 98 125), а середній дохід на одну сім'ю — 122 156 доларів (медіана — 109 479). За межею бідності перебувало 2,5 % осіб, у тому числі 0,0 % дітей у віці до 18 років та 6,8 % осіб у віці 65 років та старших.
Цивільне працевлаштоване населення становило 424 особи. Основні галузі зайнятості: освіта, охорона здоров'я та соціальна допомога — 23,1 %, роздрібна торгівля — 11,1 %, науковці, спеціалісти, менеджери — 9,9 %, фінанси, страхування та нерухомість — 9,9 %.